# 科納 (加利福尼亞州)
科納（英語：Conner）是位於美國加利福尼亞州克恩縣的一個非建制地區。該地的面積和人口皆未知。

## 地理
科納的座標為35°10′48″N 119°06′57″W / 35.18000°N 119.11583°W，而該地的平均海拔高度為89米（即292英尺）。